# Płonko
Płonko – wieś w Polsce położona w województwie kujawsko-pomorskim, w powiecie golubsko-dobrzyńskim, w gminie Radomin.

## Podział administracyjny
W latach 1975–1998 miejscowość administracyjnie należała do województwa toruńskiego.

## Demografia
Według Narodowego Spisu Powszechnego (III 2011 r.) wieś liczyła 61 mieszkańców. Jest najmniejszą miejscowością gminy Radomin.

## Historia
W 1877 wieś w gminie Płonne, powiecie rypińskim, przynależąca do rzymskokatolickiej parafii Płonne.
Na przełomie XIX i XX w. w posiadaniu niewielkich właścicieli rolnych, m.in. rodziny Sarnowskich oraz Rzymkowskich (po 1922 Balińskich).